# 磁儲存
磁儲存（英語：Magnetic storage），一種利用材料的磁性特質，將資料儲存在磁性媒介上的工程技術，可以用來製作出非揮發性記憶體。儲存在這類媒體上的資料，稱為磁記錄（英語：magnetic recording），可以透過一個或多個讀寫頭（read/write heads）來讀取或寫入。目前在個人電腦上廣泛應用的硬碟，就是一種磁儲存裝置。其他的磁儲存裝置，還有軟碟、磁帶、以及信用卡上的磁條等。

## 發展歷史
美國機械工程師奥柏林·史密斯（Oberlin Smith）在1878年，取得磁性記錄儀器的專利。1888年，於雜誌《電世界》（Electric World）發表文章，首次闡述了磁性記錄儀器，但他並沒有真的將這個儀器實做出來。1889年，丹麥科學家伏德馬·波爾森（Valdemar Poulsen），對鐵絲施加磁性處理，實做出第一個磁性記錄儀器。